# Morchella bicostata
Espèce
Morchella becostata, de son nom vernaculaire français : la morille bicôtelée, est une espèce de champignons ascomycètes de Chine, excellent comestible, du genre Morchella dans la famille des Morchellaceae dans l'ordre des Pezizales.

## Taxonomie

### Nom binomial
Morchella bicostata J.-Y. Chen & P.-G. Liu, 2005

## Description du sporophore
Hyménophore
Stipe
Pied égal ou moins long que le chapeau,
Vallécule
Vallécule plus ou moins importante ;

## Habitat
Tibet, Chine Sud Ouest, connue au Tibet comme le champignon du coucou "khukhu Shamo", parfois aussi prononcé comme "Gugu Shamo" qui fait allusion à la saison de récolte, qui coïncide avec le retour du coucou.